# Джасте, Вячеслав Мадинович
Вячеслав Мадинович Джасте (род. 12 мая 1986, Тахтамукай, Краснодарский край) — российский борец, мастер спорта России международного класса по греко-римской борьбе, чемпион и призёр чемпионатов России, призёр чемпионатов Европы и мира, неоднократный победитель и призёр российских и международных соревнований.

## Биография
Греко-римской борьбой занимался с детства. Окончил общеобразовательную школу в 2000 году. В 2004 году окончил училище Олимпийского резерва в Краснодаре. В 2004 году получил звание мастера спорта международного класса. Первая победа — в 1999 году на Первенстве Юга России в Элисте. В 2009 году окончил Кубанский государственный университет физической культуры, спорта и туризма по специальности тренер-преподаватель. В 2013 году оставил большой спорт.
В 2009 году был избран депутатом по Тахтамукайскому сельскому поселению. В 2011 году был избран депутатом Государственного Совета-Хасэ Республики Адыгея 5-го созыва.

## Спортивные результаты
- 2001—2002 гг. — двукратный победитель первенства Европы.
- 2006 г. — бронзовый призёр чемпионатов Европы и мира.
- 2007 г. — чемпион Всемирных армейских Олимпийских игр по греко-римской борьбе.
- Гран-при Ивана Поддубного 2005 года — ;
- Гран-при Ивана Поддубного 2006 года — ;
- Чемпионат России по греко-римской борьбе 2006 года — ;
- Чемпионат России по греко-римской борьбе 2007 года — ;
- Чемпионат России по греко-римской борьбе 2008 года — ;
- Чемпионат России по греко-римской борьбе 2009 года — ;
- Чемпионат России по греко-римской борьбе 2010 года — ;
- Чемпионат России по греко-римской борьбе 2011 года — ;

## Награды
За высокие спортивные достижения указом Президента России награждён медалью ордена «За заслуги перед Отечеством» 2 степени.